# Marc Birkigt

Marc Birkigt, um 1900

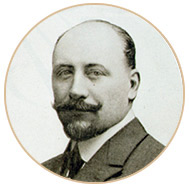

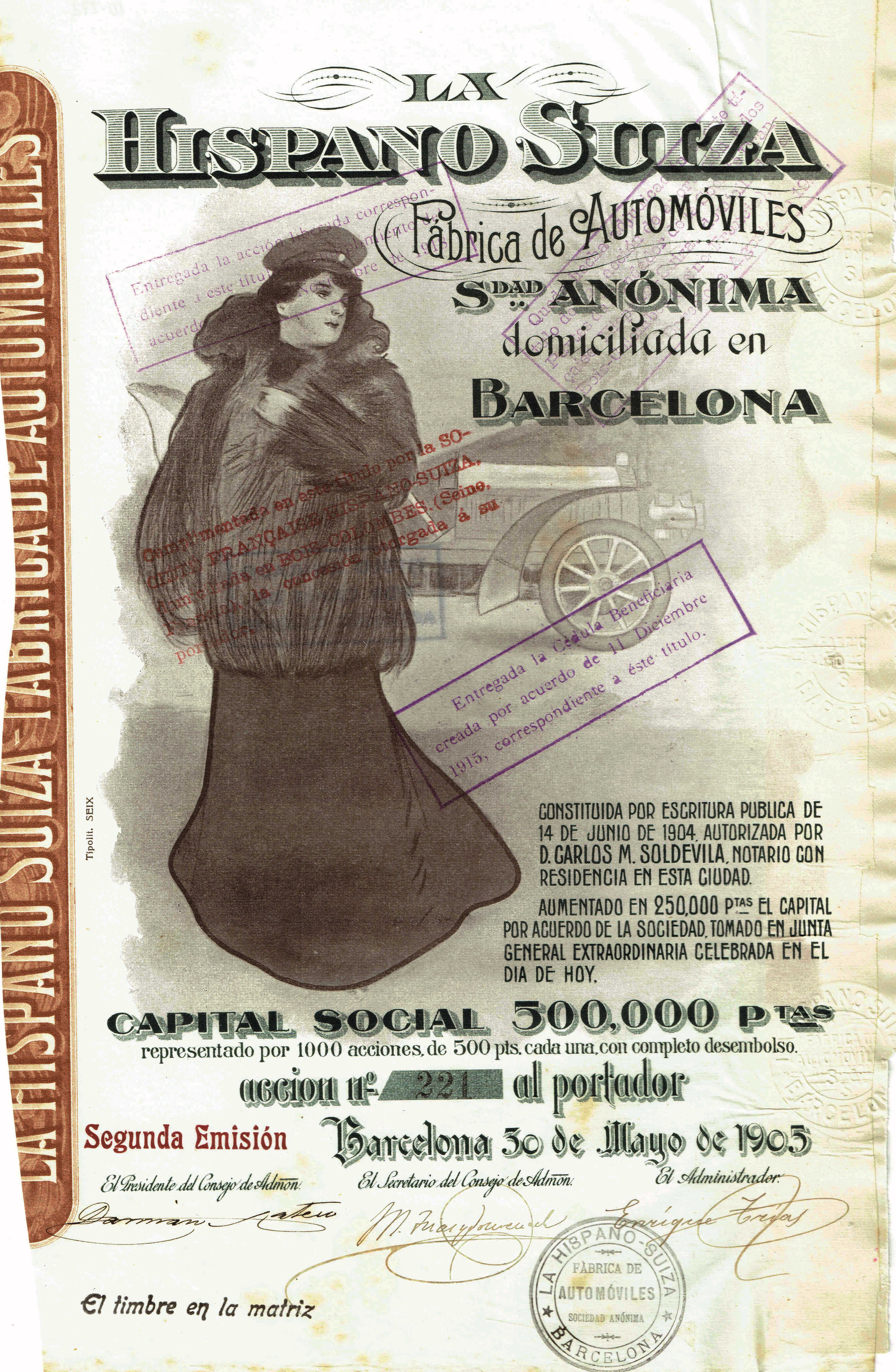
Aktie der Hispano Suiza Fabrica de Automoviles SA vom 30. Mai 1905

Marc Birkigt (* 8. März 1878 in Genf; † 15. März 1953 in Versoix) war ein Schweizer Konstrukteur. Er wurde durch die Gründung der Firma Constructora Hispano-Suiza de Automóviles, J. Castro Sociedad en Comandita bekannt. Birkigt war Sohn des Deutschen Ernst Ludwig Birkigt und der Louise Annen.

## Werdegang
Birkigt verlor früh seine Eltern und wurde von der Großmutter großgezogen. 1898 erhielt er das Genfer Heimatrecht und machte an der dortigen Ecole de mécanique sein Diplom. Als seine Großmutter starb, hielt ihn nichts mehr in der Schweiz, und er ging 1899 nach Barcelona, wo er für den Lkw-Hersteller La Cuadra zunächst einen elektrischen Autobus entwarf. Dort begann er mit der Konstruktion eines Verbrennungsmotors und entwickelte schließlich einen komplett neuen PKW-Typen, für den er Fahrgestell, Motor und Kraftübertragung konstruierte. Trotzdem ging dieses Unternehmen in Konkurs, worauf er zurück nach Genf zog.
Dort heiratete er am 23. November 1901 Eugénie Maria Brachet, mit der er den Sohn Louis (* 1903, † 1995) und die Tochter Yvonne (* 1905) hatte. Das einzige Kind von Louis Birkigt, der 1931 geborene Marc Louis Emile Birkigt, kam im Juni 1950 bei einem Flugzeugabsturz ums Leben.
Der Hauptgläubiger von La Cuadra, der Bankier Juan Castro, bat Birkigt im November 1902, zurück nach Barcelona zu kommen, um dort eine neue Automobilfertigung aufzubauen. Castro gründete mit Birkigt als Teilhaber die J. Castro Sociedad en Comandita, Fábrica Hispano-Suiza de Automóviles. Birkigt entwickelte die Kardanwelle und setzte sie in den Castro-Fahrzeugen ein. Auch dieses Unternehmen ging Ende 1903 in die Insolvenz und nach lediglich acht gebauten Wagen endete 1904 die Fertigung.
Daraufhin sprangen Francisco Seix Zaya und der Rechtsanwalt Damiá Mateu ein und gründeten am 14. Juni 1904 in Barcelona das Unternehmen Hispano-Suiza, Fabrica de automoviles S.A. mit Birkigt als Mitinhaber und Chefkonstrukteur. Auch der noch junge und motorbegeisterte König von Spanien Alfonso XIII. stand hinter der Neugründung. Die Hispano-Suiza-Fahrzeuge waren außerordentlich teuer und so stagnierte der Absatz. Man errichtete Verkaufsbüros in Paris und Genf, um an wohlhabende Kundschaft zu kommen. Der Automobilsalon Paris 1906 wurde dann der Durchbruch für Hispano-Suiza und ihren Chefkonstrukteur Birkigt.
Neben den Automobilbau beschäftigte sich Marc Birkigt ab 1914 mit der Konstruktion von Flugmotoren, war Chefkonstrukteur der Firma SPAD und entwickelte in den 1930er Jahren auch Flugzeug-Bordwaffen wie die (Maschinenkanone HS.404). Zwei Jahre nach Beginn des Spanischen Bürgerkriegs verließ er Spanien und gründete 1938 in Genf die Hispano Suiza (Suisse) S.A., die kleinere Waffensysteme und Werkzeuge produzierte. Mit seinem Sohn Louis Birkigt als Alleininhaber war der Schweizer Konzern Ende der 1960er Jahre in den HS-30-Skandal um die Beschaffung des Schützenpanzers HS 30 für die Bundeswehr verwickelt.
Für sein Lebenswerk wurde Birkigt unter anderem zum Großoffizier der französischen Ehrenlegion (1939) und zum Ehrendoktor der ETH Zürich ernannt. Er reichte über 150 Patente ein.